# Pachydema suspiciosa
Pachydema suspiciosa är en skalbaggsart som beskrevs av Joseph Henri Adelson Normand 1951.
Pachydema suspiciosa ingår i släktet Pachydema och familjen Melolonthidae. Inga underarter finns listade i Catalogue of Life.